# Thaumastopeus tristis
Thaumastopeus tristis är en skalbaggsart som beskrevs av Conrad Ritsema 1880. Thaumastopeus tristis ingår i släktet Thaumastopeus och familjen Cetoniidae. Inga underarter finns listade i Catalogue of Life.